# アラン・コルノー
アラン・コルノー（Alain Corneau, 1943年8月7日 - 2010年8月30日）は、フランスの映画監督、脚本家。

## 経歴
1943年8月7日、フランス・ロワレ県マン＝シュル＝ロワールに生まれる。コスタ＝ガヴラスの助監督を務めた後に、1974年、『France société anonyme』で映画監督としてデビューした。
1991年、17世紀の2人のフランスの作曲家サント＝コロンブとマラン・マレの師弟愛を描いた『めぐり逢う朝』でルイ・デリュック賞を受賞、2004年、永年の業績に対して第11回ルネ・クレール賞を授与された。
2007年にはジョゼ・ジョヴァンニの小説『おとしまえをつけろ』を原作にしたジャン＝ピエール・メルヴィルの映画『ギャング』（1967年）のリメイク『マルセイユの決着』を監督した。
2010年8月30日、パリの病院で死去。67歳没。

## フィルモグラフィ
- Le Jazz est-il dans Harlem ?　短篇 (1969)
- France société anonyme (1974)　共同脚本ジャン＝クロード・カリエール
- 真夜中の刑事 PYTHON357 Police Python 357 (1976)
- メナース La Menace (1977)
- セリ・ノワール Série noire (1979)　※第32回カンヌ国際映画祭コンペティション上映
- 武器の選択 Le Choix des armes (1981)
- フォート・サガン Fort Saganne (1984)
- 一匹の狼/ロンサム・コップ Le Môme (1986)
- インド夜想曲 Nocturne indien (1989)
- アフガン・ボーダーを越えろ! Afghanistan, le pays interdit (1990)
- めぐり逢う朝 Tous les matins du monde (1991)　※第42回ベルリン国際映画祭コンペティション上映、ルイ・デリュック賞受賞
- アメリカの贈りもの Le Nouveau monde (1995)
- リュミエールの子供たち Les Enfants de Lumière (1995)
- リュミエールと仲間たち Lumière et compagnie (1995)
- たれ込み屋 Le Cousin (1997)　※「フランス映画祭横浜1998」上映題
- Le Prince Du Pacifique (2000)
- 畏れ慄いて Stupeur et tremblements (2003)　※「フランス映画祭横浜2003」上映題
- ワーズ・イン・ブルー Les mots bleus (2005)　※第55回ベルリン国際映画祭コンペティション上映
- マルセイユの決着 Le Deuxieme Souffle (2007)　※『ギャング』（1967年）のリメイク
- ラブ・クライム 偽りの愛に溺れて Crime d'amour (2010)